# Laufbahn (Dienstrecht)
Eine Laufbahn ist im Dienstrecht in Deutschland eine Ordnung der Berufswege für die in einem öffentlich-rechtlichen Dienstverhältnis stehenden Beamten und Soldaten. Richter und Arbeitnehmer im öffentlichen Dienst (Tarifbeschäftigte) haben keine Laufbahn. 

## Beamte
Das Laufbahnprinzip gehört zu den grundgesetzlich verankerten hergebrachten Grundsätzen des Berufsbeamtentums, unter deren Berücksichtigung das Recht des öffentlichen Dienstes zu regeln und fortzuentwickeln ist (Art. 33 Abs. 5 GG). 
Für verwandte und gleichwertige Vor- und Ausbildungen bestehen Laufbahnen mit jeweils typisierten Zugangsanforderungen im Hinblick auf Einstellung und berufliches Fortkommen. Nach dem Laufbahngruppenprinzip werden die Laufbahnen in bis zu vier Laufbahngruppen eingeteilt. Beförderungen sind ein wesentlicher Bestandteil des Laufbahnprinzips und ein wichtiges Anreizinstrument für die Personalentwicklung. Die Beförderung ist die Verleihung eines anderen Amtes mit höherem Endgrundgehalt. Sie erfolgt in den Fällen, in denen die Amtsbezeichnung wechselt, durch Ernennung (§ 2 Abs. 8 BLV). Das höchste Beförderungsamt innerhalb einer Laufbahngruppe ist das Endamt.

### Bundesbeamte
Die Laufbahnen für Bundesbeamte sind in Abschnitt 3 des Bundesbeamtengesetzes (BBG) geregelt. Die Bundesregierung hat von ihrem Recht, durch Rechtsverordnung allgemeine Vorschriften über die Laufbahnen und Vorbereitungsdienste der Beamten zu regeln (§ 26 Abs. 1 Nr. 1 BBG), Gebrauch gemacht und die Bundeslaufbahnverordnung (BLV) erlassen. Daneben bestehen zahlreiche Rechtsverordnungen zu besonderen Vorschriften für die einzelnen Laufbahnen und Vorbereitungsdienste.

#### Laufbahngruppen und -arten
Eine Laufbahn umfasst alle Ämter, die verwandte und gleichwertige Vor- und Ausbildungen voraussetzen (§ 16 Abs. 1 BBG). Die Laufbahnen sind vier Laufbahngruppen zugeordnet (§ 6 Abs. 1 S. 1 BLV):
- Einfacher Dienst
- Mittlerer Dienst
- Gehobener Dienst
- Höherer Dienst

Dies entspricht dem Kriterium der Gleichwertigkeit der Vor- und Ausbildungen. In den Laufbahngruppen können folgende Laufbahnen eingerichtet werden (§ 6 Abs. 2 BLV):
- nichttechnischer Verwaltungsdienst,
- technischer Verwaltungsdienst,
- sprach- und kulturwissenschaftlicher Dienst,
- naturwissenschaftlicher Dienst,
- agrar-, forst- und ernährungswissenschaftlicher sowie tierärztlicher Dienst,
- ärztlicher und gesundheitswissenschaftlicher Dienst,
- sportwissenschaftlicher Dienst,
- kunstwissenschaftlicher Dienst.

Dies entspricht dem Kriterium der Vergleichbarkeit der Vor- und Ausbildungen. Diese Einteilung richtet sich nach der amtlichen Hochschul- und Berufsstatistik des Statistischen Bundesamtes. Änderungen an der Statistik wurden durch Anpassungen der Laufbahnen nachvollzogen. Das heutige Laufbahnsystem besteht seit der Neufassung der Bundeslaufbahnverordnung 2009. Zuvor bestanden auf Bundesebene etwa 125 Laufbahnen. Sie waren in Regellaufbahnen, für die grundsätzlich ein Vorbereitungsdienst eingerichtet war, und Laufbahnen besonderer Fachrichtung, für die das nicht galt, unterteilt. Diese Unterscheidung ist auf Bundesebene 2009 entfallen. Die alten Laufbahnen wurden in die neuen Laufbahnen überführt (Anlage 4 BLV). Heute gibt es maximal acht Laufbahnen je Laufbahngruppe, also insgesamt höchstens 32 Laufbahnen. Aber nicht in jeder Laufbahngruppe ist jede Laufbahn eingerichtet. So gibt es in der Laufbahngruppe des einfachen Dienstes nur die Laufbahn des einfach nichttechnischen Verwaltungsdienstes und des einfachen technischen Verwaltungsdienstes.
Die Bezeichnung einer Laufbahn besteht immer aus der Angabe der Laufbahngruppe und der Laufbahnart, z. B. „gehobener nichttechnischer Verwaltungsdienst“. Die Zugehörigkeit einer Laufbahn zu einer Laufbahngruppe richtet sich nach dem im Bundesbesoldungsgesetz bestimmten Eingangsamt (§ 6 Abs. 1 S. 2 BLV i. V. m. § 23 f. BBesG).
Die zu den Laufbahnen gehörenden Ämter sowie die dazugehörigen Amtsbezeichnungen ergeben sich aus Anlage 1 der BLV. Sie werden meist mit einem Zusatz ergänzt. Einige Grundamtsbezeichnungen erfordern zwingend einen Zusatz, z. B. „Rat“. Laufbahnrechtliche Entscheidungen sind gemäß § 3 BLV nach Eignung, Befähigung und fachlicher Leistung zu treffen, wie auch Art. 33 Abs. 2 Grundgesetz für den Zugang zu öffentlichen Ämtern bestimmt.

#### Zulassung und Laufbahnbefähigung
In das Dienstverhältnis eines Beamten darf nur berufen werden, wer die für die entsprechende Laufbahn vorgeschriebene Vorbildung besitzt (§ 7 Abs. 1 Nr. 3 lit. a BBG). Die Befähigung für die Laufbahn (Laufbahnbefähigung), in die eingestellt, gewechselt oder von einem anderen Dienstherrn versetzt werden soll, ist festzustellen und dem Beamten schriftlich mitzuteilen (§ 16 Abs. 2 S. 1 BBG).
Für die Zulassung zu den Laufbahnen werden die Bildungsgänge und ihre Abschlüsse den Laufbahnen unter Berücksichtigung der mit der Laufbahn verbundenen Anforderungen zugeordnet (§ 17 Abs. 1 BBG). Für jede Laufbahngruppe wird eine Bildungsvoraussetzung und eine sonstige Voraussetzung gefordert. 
Bildungsvoraussetzungen sind der erfolgreiche Abschluss einer Hauptschule (einfacher Dienst), der Abschluss einer Realschule oder der erfolgreiche Besuch einer Hauptschule sowie eine abgeschlossene Berufsausbildung (mittlerer Dienst), eine zu einem Hochschulstudium berechtigende Schulbildung (gehobener Dienst) oder ein mit einem Master abgeschlossenes Hochschulstudium (höherer Dienst) bzw. als gleichwertig anerkannte Bildungsstände oder Abschlüsse.
Sonstige Voraussetzungen sind ein mit einer Laufbahnprüfung abgeschlossener Vorbereitungsdienst (alle Laufbahngruppen; im einfachen Dienst ohne Laufbahnprüfung) oder eine abgeschlossene Berufsausbildung (einfacher Dienst), eine abgeschlossene Berufsausbildung und eine hauptberufliche Tätigkeit von mindestens einem Jahr und sechs Monaten (mittlerer Dienst), ein mit einem Bachelor abgeschlossenes Hochschulstudium und eine hauptberufliche Tätigkeit von mindestens einem Jahr und sechs Monaten (gehobener Dienst) oder eine hauptberufliche Tätigkeit von mindestens zwei Jahren und sechs Monaten (höherer Dienst). Die Berufsausbildung muss geeignet sein, die Befähigung für eine Laufbahn zu vermitteln. Die hauptberufliche Tätigkeit muss nach Fachrichtung (Laufbahnart) und Schwierigkeit (Laufbahngruppe) der Tätigkeit eines Beamten derselben Laufbahn entsprechen. Eine hauptberufliche Tätigkeit ist nicht erforderlich bei einer inhaltlich den Anforderungen eines Vorbereitungsdienstes der jeweiligen Laufbahn entsprechenden abgeschlossenen Berufsausbildung, einem mit einem Bachelor abgeschlossenen Hochschulstudium oder bei einer Ausbildung und einer inhaltlich der Laufbahnprüfung entsprechenden Prüfung (§ 17 Abs. 2 BBG i. V. m. §§ 18–21 BLV).
Die Laufbahnbefähigung für den höheren nichttechnischen Verwaltungsdienst hat auch, wer die Befähigung zum Richteramt hat (§ 21 Abs. 2 BLV). Die Anerkennung der Laufbahnbefähigung kann auch erfolgen, wenn die Befähigung durch Lebens- und Berufserfahrung erlangt wurde. Dieses stellt eine seltene Ausnahme dar und kann nur vom Bundespersonalausschuss erkannt werden. Die Befähigung für die nächsthöhere Laufbahn kann auch durch ein Aufstiegsverfahren erlangt werden (§ 35 ff. BLV).

#### Beförderungen
Die Auswahl für Beförderungen richtet sich nach Eignung, Befähigung und fachlicher Leistung ohne Rücksicht auf Geschlecht, Abstammung, Rasse oder ethnische Herkunft, Behinderung, Religion oder Weltanschauung, politische Anschauungen, Herkunft, Beziehungen oder sexuelle Identität (§ 22 Abs. 1 S. 1 i. V. m. § 9 S. 1 BBG). Die Auswahlentscheidung kann auf der Grundlage dienstlicher Beurteilungen erfolgen (§ 22 Abs. 1 S. 2 BBG). Beförderungsstellen sind grundsätzlich auszuschreiben (§ 8 Abs. 1 S. 1 BBG i. V. m. § 4 BLV). Beförderungen, die mit einer höherwertigen Funktion verbunden sind, setzen eine mindestens sechsmonatige Erprobungszeit voraus (§ 22 Abs. 2 BBG). Ämter, die nach der Gestaltung der Laufbahn regelmäßig zu durchlaufen sind, dürfen nicht übersprungen werden (§ 22 Abs. 3 BBG). Eine Beförderung ist grundsätzlich unzulässig vor Ablauf eines Jahres seit der Einstellung in das Beamtenverhältnis auf Probe, auf Lebenszeit oder der letzten Beförderung (§ 22 Abs. 4 BBG). Eine Beförderung innerhalb der – grundsätzlich dreijährigen – beamtenrechtlichen Probezeit (§ 11 Abs. 1 BBG) ist möglich.

### Beamte der Länder
Für die Beamten der Länder (sowie der Gemeinden und Gemeindeverbände) bestehen im Vergleich zum Bund ähnliche, aber auch teils sehr abweichende Regelungen. 
Die Gesetzgebungskompetenz für das Laufbahnrecht (mit Ausnahme der Bundesbeamten) liegt seit der Föderalismusreform 2006 bei den Ländern, davor beim Bund. Im Beamtenrechtsrahmengesetz (BRRG) waren für Bund und Länder verbindliche Leitlinien für die Gestaltung des Laufbahnrechts vorgegeben, etwa die Aufteilung in vier Laufbahngruppen. Diese Leitlinien waren vom jeweiligen Landesgesetzgeber umzusetzen. Im Rahmen der konkurrierenden Gesetzgebung hatte der Bund das Besoldungs- und Versorgungsrecht für alle Beamten des Bundes, der Länder und der Kommunen umfassend geregelt. Seit 2006 kann der Bund nur noch das Recht der eigenen Beamten regeln sowie grundlegende Statusangelegenheiten. Dazu hat der Bundestag das Beamtenstatusgesetz beschlossen.
In den Ländern bestehen ein bis vier Laufbahngruppen. Ein viergliedriges Laufbahnsystem wie im Bund existiert nur noch im Saarland. In Baden-Württemberg, Brandenburg, Hessen und Thüringen besteht ein dreigliedriges Laufbahnsystem. Die Laufbahngruppe des einfachen Dienstes wurde abgeschafft. In Berlin, Bremen, Hamburg, Mecklenburg-Vorpommern, Nordrhein-Westfalen, Niedersachsen, Sachsen, Sachsen-Anhalt und Schleswig-Holstein bestehen zwei Laufbahngruppen, jedoch mit jeweils zwei Einstiegsebenen. Die Laufbahngruppen des einfachen und mittleren, die kein Hochschulstudium erfordern, sowie des gehobenen und höheren Dienstes, die ein Studium benötigen, wurden zusammengefasst. Bayern und Rheinland-Pfalz unterscheiden keine Laufbahngruppen mehr; es bestehen aber vier Qualifikationsebenen bzw. Einstiegsämter.

#### Sachsen-Anhalt
Im Land Sachsen-Anhalt sind die Laufbahnen in der Verordnung über die Laufbahnen der Beamtinnen und Beamten im Land Sachsen-Anhalt vom 27. Januar 2010 geregelt. Die eingerichteten derzeitigen und geschlossenen Laufbahnen mit und ohne Vorbereitungsdienst und Laufbahnprüfung ergeben sich aus den Anlagen 1 und 2 zu der Verordnung.

## Soldaten
Für Soldaten der Bundeswehr gilt die Soldatenlaufbahnverordnung (SLV). Es bestehen 32 Laufbahnen, davon 16 Laufbahnen der Reserve. Die Laufbahnen sind den Laufbahngruppen der Mannschaften (6 Laufbahnen), der Unteroffiziere (6 Laufbahnen der Fachunteroffiziere und 10 der Feldwebel) und der Offiziere (10 Laufbahnen) zugeordnet. Die Laufbahnen der Laufbahngruppe der Mannschaften entsprechen denen des einfachen Dienstes, der Unteroffiziere des mittleren Dienstes und der Offiziere des gehobenen (Dienstgradgruppe der Leutnante und der Hauptleute) und höheren Dienstes (Dienstgradgruppe der Stabsoffiziere und Generale) – gemessen an den Eingruppierungen in den Bundesbesoldungsordnungen A und B.

## Arbeitnehmer im öffentlichen Dienst
Arbeitnehmer im deutschen öffentlichen Dienst (Tarifbeschäftigte) haben keine Laufbahn. Sie stehen nicht in einem öffentlich-rechtlichen Dienstverhältnis, sondern werden aufgrund eines arbeitsrechtlichen Vertrages beschäftigt. Für Arbeitnehmer im öffentlichen Dienst gibt es kein dem Beamtenrecht vergleichbares Laufbahnsystem. Sie werden nicht in eine bestimmte Laufbahn, sondern (z. B. nach §§ 12 ff. TVöD) für eine konkrete Tätigkeit eingestellt, die nach tarifvertraglich festgelegten Kriterien bewertet wird und die Grundlage für die Einstufung in eine bestimmte Entgeltgruppe bildet. Voraussetzung für einen Aufstieg in eine höhere Entgeltgruppe ist, dass eine höher bewertete Tätigkeit übertragen wird.
Umgangssprachlich, auch in Stellenausschreibungen, wird von Arbeitnehmern im öffentlichen Dienst als Angehörigen einer Laufbahn gesprochen. Fachsprachlich korrekt wäre z. B. die Bezeichnung, ein Arbeitnehmer im öffentlichen Dienst befände sich im „vergleichbar gehobenen Dienst“. Die Eingruppierung in Entgeltgruppen z. B. nach dem Tarifvertrag für den öffentlichen Dienst folgt einer anderen Systematik als die Zuordnung von Besoldungsgruppen zu den Statusämtern bei Beamten. Als grober Anhalt kann jedoch gelten, dass die Besoldungsgruppen der Bundesbesoldungsordnung den Entgeltgruppen der Arbeitnehmer im öffentlichen Dienst entsprechen. So üben Beamte der Besoldungsgruppe A 10 in etwa gleichwertige Tätigkeiten aus wie Arbeitnehmer der Entgeltgruppe E 10. Wer z. B. in ein Arbeitsverhältnis mit Vergütung nach Entgeltgruppe E 10 eingestellt werden kann, muss nicht sogleich die Befähigung für eine Laufbahn besitzen, die einem Amt der Besoldungsgruppe A 10 zugeordnet ist.